# حبیب دهقانی
حبیب دهقانی (زاده ۱۸ ژوئیهٔ ۱۹۸۳) یک بازیکن فوتبال اهل ایران است. وی سابقه عضویت در تیم های لیگ برتری صباباطری قم ؛ سایپا؛ داماش گیلان ؛ صنعت نفت آبادان ؛ و پارسه تهران را دارد ...